# Yenikent, Gerze
Yenikent là một thị trấn thuộc huyện Gerze, tỉnh Sinop, Thổ Nhĩ Kỳ. Dân số thời điểm năm 2011 là 979 người.